# Zodarion graecum
Zodarion graecum là một loài nhện trong họ Zodariidae.
Loài này thuộc chi Zodarion. Zodarion graecum được Carl Ludwig Koch miêu tả năm 1843.